# Benjamin Giezendanner
Pour les articles homonymes, voir Giezendanner.
Benjamin Giezendanner, né le 22 avril 1982 à Langenthal (originaire de Wattwil), est une personnalité politique suisse, membre de l'Union démocratique du centre (UDC).  
Il est député du canton d'Argovie au Conseil national depuis décembre 2019. 

## Biographie
Benjamin Giezendanner naît le 22 avril 1982 à Langenthal, dans le canton de Berne. Il est originaire de Wattwil, dans le canton de Saint-Gall. Il est le fils benjamin du conseiller national Ulrich Giezendanner. Il a un frère aîné, Stefan, et une sœur. Il perd sa mère d'un cancer à l'âge de 15 ans.
Il grandit à Rothrist, dans le canton d'Argovie. Après un apprentissage de commerce auprès de l'UBS, il obtient une maturité professionnelle puis étudie le droit commercial à l'Université de Saint-Gall. Il ne termine cependant pas ses études.
En 2014, son père le nomme directeur des transports de l'entreprise familiale, Giezendanner Transport. Il en devient le directeur général en 2018. 
Il a le grade de capitaine dans l'armée suisse.
Il est marié à Jasmine, mère au foyer, avec qui il a deux enfants. Il habite à Rothrist.

## Parcours politique
Il siège au Grand Conseil du canton d'Argovie de 2001 à 2019. À l'âge de 18 ans, il est alors le plus jeune élu de l'histoire de l'hémicycle. Il préside le parlement cantonal en 2017. Il démissionne le 5 novembre 2019.
Il est brillamment élu au Conseil national en 20 octobre 2019, obtenant le deuxième meilleur score du canton,. Il siège à la Commission des transports et des télécommunications (CTT).
En octobre 2020, il est élu président de l'Union argovienne des arts et métiers (Aargauischen Gewerbeverband). 
Il est réélu conseiller national en 2023, mais ne parvient pas à l'emporter face à Marianne Binder-Keller lors du deuxième tour au Conseil des États. Lors de cette nouvelle législature, il siège au sein de la Commission de l'environnement, de l'aménagement du territoire et de l'énergie (CEATE) en plus de la CTT. 

### Positionnement politique
Parfaitement aligné sur la ligne de l'UDC, il se déclare plus à droite que son père.
Il s'est notamment opposé à un congé paternité payé par l'État.